# Elżbieta Kasprzak
Elżbieta Katarzyna Kasprzak – polska psycholog, dr hab. nauk społecznych, profesor uczelni i kierownik Katedry Psychologii Pracy i Organizacji Wydziału Psychologii Uniwersytetu Kazimierza Wielkiego.

## Życiorys
16 września 2002 obroniła pracę doktorską Indywidualno-środowiskowe dopasowanie młodych bezrobotnych do rynku pracy, 14 kwietnia 2014 habilitowała się na podstawie pracy zatytułowanej Poczucie jakości życia pracowników realizujących różne wzory kariery zawodowej. Została zatrudniona na stanowisku adiunkta w  Instytucie Psychologii na Wydziale Pedagogiki i Psychologii Uniwersytetu Kazimierza Wielkiego.
Była członkiem Zespołu Nauk Społecznych w zakresie Nauk Społecznych i Prawnych Polskiej Komisji Akredytacyjnej.
Jest profesorem uczelni i kierownikiem Katedry Psychologii  i Organizacji Wydziału Psychologii Uniwersytetu Kazimierza Wielkiego.